# Formule 1 v roce 1958
IX. Mistrovství světa jezdců a 1. ročník poháru konstruktérů zahájila Grand Prix Argentiny a po 11 závodech 19. října při Grand Prix Maroka byl znám nový mistr světa. Mistrem světa pro rok 1958 se stal jako provní Brit Mike Hawthorn a v Poháru konstruktérů zvítězil tým Vanwall.

## Pohled na sezónu
I přesto, že se pravidla pro motory nezměnila, minimální délky závodů byly sníženy na 300 kilometrů nebo dvě hodiny (co nastane dříve), a povinně se používala běžná benzínová paliva namísto specializovaných alkoholových závodních paliv. Mezinárodní pohár pro výrobce F1 byl udělen poprvé, ale Mike Hawthorn z týmu Ferrari vyhrál mistrovství jezdců před Stirlingem Mossem, přesto, že Moss vyhrál čtyři z deseti Grand Prix, zatímco Hawthorn jen jednu.
Zadní motory Cooper-Climax, se kterými závodil soukromý vlastník Rob Walker, vyhrály dva závody na začátku sezóny se Stirlingem Mossem a Mauricem Trintignantem.
Po portugalské Grand Prix čelil Hawthorn trestu, ale Moss se za něj sportovně postavil a body, které Hawthorn dokázal udržet, mu umožnily vyhrát titul před Mossem.
Týmový kolega Mosse v týmu Vanwall, Tony Brooks, také vyhrál tři závody. Jeho úspěch v italském závodě, kdy předjel Hawthorna poté, co Moss odstoupil, zajistil, že o titulu se rozhodne až v posledním závodě v Maroku. Moss potřeboval vyhrát, s nejrychlejším kolem a Hawthorn musel skončit třetí nebo níže, aby vyhrál titul. Moss vedl, Brooks a jeho týmový kolega Stuart Lewis-Evans se pokusili udržet Hawthorna na třetím místě. Oba však měli poruchy motoru – v případě Lewise-Evanse to skončilo tragickou havárii a vážnými popáleninami, ze kterých se již nevzpamatoval. Hawthorn skončil druhý a vyhrál svůj první titul o jeden bod. Tým Vanwall zvítězil v inaugurální soutěži konstruktérů.
Hawthornova smrt na začátku roku 1959 přidala tragickou notu sezóně Formule 1, ve které zahynulo nebo bylo fatálně zraněno čtyři jezdci na trati. Luigi Musso zemřel na Grand Prix Francie, Peter Collins o měsíc později na Grand Prix Německa – pouhé dva týdny poté, co vyhrál svůj domácí závod, Lewis-Evans zemřel v nemocnici po havárii v Maroku a Pat O'Connor zemřel během Indianapolis 500 (které tehdy bylo součástí Mistrovství světa).
Maria Teresa de Filippis se stala první ženou, která startovala v závodě, který se počítal do Mistrovství světa jezdců. Pětinásobný mistr světa Juan Manuel Fangio, dominantní jezdec 50. let a jeden z největších všech dob, závodil pouze ve dvou závodech jako soukromý jezdec a po Grand Prix Francie ukončil svou kariéru.

## Pravidla
- Boduje prvních pět jezdců podle klíče:
  - 1. místo – 8 bodů
  - 2. místo – 6 bodů
  - 3. místo – 4 body
  - 4. místo – 3 body
  - 5. místo – 2 body
  - 1 bod získá pilot za nejrychlejší kolo
  - Do konečné klasifikace se započítávají pouze 6 nejlepší výsledky z 11 závodů, které jsou v rámci mistrovství světa.

## Závody započítávané do MS
| Datum              | Grand Prix                                         | Náhled | Akce               | Jezdec              | Vůz                 | Stav MS       |
| ------------------ | -------------------------------------------------- | ------ | ------------------ | ------------------- | ------------------- | ------------- |
| 1. GP 19. leden    | Argentina Autódromo Oscar y Juan Gálvez (Výsledky) |        | Závod              | Stirling Moss       | Cooper-Climax T43   | Stirling Moss |
| 1. GP 19. leden    | Argentina Autódromo Oscar y Juan Gálvez (Výsledky) | Kolo   | Juan Manuel Fangio | Maserati 250F       |                     | Stirling Moss |
| 1. GP 19. leden    | Argentina Autódromo Oscar y Juan Gálvez (Výsledky) | Pole   | Juan Manuel Fangio | Maserati 250F       |                     | Stirling Moss |
| 2. GP 18. květen   | Monako Circuit de Monaco (Výsledky)                |        | Závod              | Maurice Trintignant | Cooper-Climax T43   | Stirling Moss |
| 2. GP 18. květen   | Monako Circuit de Monaco (Výsledky)                | Kolo   | Mike Hawthorn      | Ferrari D246        |                     | Stirling Moss |
| 2. GP 18. květen   | Monako Circuit de Monaco (Výsledky)                | Pole   | Tony Brooks        | Vanwall VW5         |                     | Stirling Moss |
| 3. GP 26. květen   | Nizozemsko Zandvoort (Výsledky)                    |        | Závod              | Stirling Moss       | Vanwall VW5         | Stirling Moss |
| 3. GP 26. květen   | Nizozemsko Zandvoort (Výsledky)                    | Kolo   | Stirling Moss      | Vanwall VW5         |                     | Stirling Moss |
| 3. GP 26. květen   | Nizozemsko Zandvoort (Výsledky)                    | Pole   | Stuart Lewis-Evans | Vanwall VW5         |                     | Stirling Moss |
| 4. GP 30. květen   | Indy 500 Indianapolis (Výsledky)                   |        | Závod              | Jimmy Bryan         | Epperly-Offenhauser | Stirling Moss |
| 4. GP 30. květen   | Indy 500 Indianapolis (Výsledky)                   | Kolo   | Tony Bettenhausen  | Epperly-Offenhauser |                     | Stirling Moss |
| 4. GP 30. květen   | Indy 500 Indianapolis (Výsledky)                   | Pole   | Dick Rathmann      | Watson-Offenhauser  |                     | Stirling Moss |
| 5. GP 15. červen   | Belgie Spa-Francorchamps (Výsledky)                |        | Závod              | Tony Brooks         | Vanwall VW5         | Stirling Moss |
| 5. GP 15. červen   | Belgie Spa-Francorchamps (Výsledky)                | Kolo   | Mike Hawthorn      | Ferrari D246        |                     | Stirling Moss |
| 5. GP 15. červen   | Belgie Spa-Francorchamps (Výsledky)                | Pole   | Mike Hawthorn      | Ferrari D246        |                     | Stirling Moss |
| 6. GP 6. červenec  | Francie Rouen-les-Essarst (Výsledky)               |        | Závod              | Mike Hawthorn       | Ferrari D246        | Stirling Moss |
| 6. GP 6. červenec  | Francie Rouen-les-Essarst (Výsledky)               | Kolo   | Mike Hawthorn      | Ferrari D246        |                     | Stirling Moss |
| 6. GP 6. červenec  | Francie Rouen-les-Essarst (Výsledky)               | Pole   | Mike Hawthorn      | Ferrari D246        |                     | Stirling Moss |
| 7. GP 19. červenec | Velká Británie Silverstone (Výsledky)              |        | Závod              | Peter Collins       | Ferrari D246        | Mike Hawthorn |
| 7. GP 19. červenec | Velká Británie Silverstone (Výsledky)              | Kolo   | Mike Hawthorn      | Ferrari D246        |                     | Mike Hawthorn |
| 7. GP 19. červenec | Velká Británie Silverstone (Výsledky)              | Pole   | Stirling Moss      | Vanwall VW5         |                     | Mike Hawthorn |
| 8. GP 3. srpen     | Německo Nürburgring (Výsledky)                     |        | Závod              | Tony Brooks         | Vanwall VW5         | Mike Hawthorn |
| 8. GP 3. srpen     | Německo Nürburgring (Výsledky)                     | Kolo   | Stirling Moss      | Vanwall VW5         |                     | Mike Hawthorn |
| 8. GP 3. srpen     | Německo Nürburgring (Výsledky)                     | Pole   | Mike Hawthorn      | Ferrari 158         |                     | Mike Hawthorn |
| 9. GP 24. srpen    | Portugalsko Boavista (Výsledky)                    |        | Závod              | Stirling Moss       | Vanwall VW5         | Mike Hawthorn |
| 9. GP 24. srpen    | Portugalsko Boavista (Výsledky)                    | Kolo   | Mike Hawthorn      | Ferrari D246        |                     | Mike Hawthorn |
| 9. GP 24. srpen    | Portugalsko Boavista (Výsledky)                    | Pole   | Stirling Moss      | Vanwall VW5         |                     | Mike Hawthorn |
| 10. GP 7. září     | Itálie Monza (Výsledky)                            |        | Závod              | Tony Brooks         | Brabham-Climax BT11 | Mike Hawthorn |
| 10. GP 7. září     | Itálie Monza (Výsledky)                            | Kolo   | Phil Hill          | Ferrari D246        |                     | Mike Hawthorn |
| 10. GP 7. září     | Itálie Monza (Výsledky)                            | Pole   | Stirling Moss      | Vanwall VW5         |                     | Mike Hawthorn |
| 11. GP 19. říjen   | Maroko Ain-Diab (Výsledky)                         |        | Závod              | Stirling Moss       | Vanwall VW5         | Mike Hawthorn |
| 11. GP 19. říjen   | Maroko Ain-Diab (Výsledky)                         | Kolo   | Stirling Moss      | Vanwall VW5         |                     | Mike Hawthorn |
| 11. GP 19. říjen   | Maroko Ain-Diab (Výsledky)                         | Pole   | Mike Hawthorn      | Ferrari D246        |                     | Mike Hawthorn |

### Argentina
Do prvního závodu nové sezóny vstoupilo pouze 10 jezdců a stal se tak rekordním. Zvítězil Stirling Moss ve svém Cooperu, když během pitstopů využil nízké hmotnosti svého vozu a předběhl obě Ferrari Mussa a Hawthorna. Pětinásobný vítěz Juan Manuel Fangio dojel čtvrtý v Maserati, které v této sezóně nebylo ani zdaleka tak rychlé jako konkurence a to i přesto, že s ním Fangio získal pole position i nejrychlejší kolo.

### Monako
V závodě pořádaném v ulicích Monaka dokončilo pouze 6 jezdců a závod vyhrál Maurice Trintignant, poté, co za sebou v pohodlné vzdálenosti udržel 2 Ferrari. Druhý opět dojel Luigi Musso a na třetím místě jeho druhý britský kolega Peter Collins. Se ztrátou 3 kol na čtvrtém místě skončil Jack Brabham.

### Nizozemsko
Dominantní závod zajel na okruhu Zandvoort Striling Moss, když vedl každé kolo, získal nejrychlejší kolo a dojel s náskokem 48 sekund před Harry Shellem a Jeanem Behrou. Pro Ferrari to byl nepovedený závod, protože na bodech dojel pouze Mike Hawthorn na pátém místě.

### Indianapolis 500
Tento závod bude zřejmě nejvíce vzpomínán kvůli obrovské havárii 15 aut v prvním kole, která vyústila ve smrt Pata O'Connora. Závod pohodlně vyhrál Jimmy Bryan s rozdílem na druhého George Amicka 27 sekund. Třetí schod na pódiu doplnil Johnny Boyd. Do závodu se zapsal také Juan Manuel Fangio, ale kvůli problémům s vozem nedokázal dosáhnou požadované rychlosti v kvalifikaci a v závodě neodstartoval.

### Belgie
Ve Spa zvítězil Tony Brooks, poté, co vedl 22 z 24 kol závodu. Na druhém místě dojel Mike Hawthorn a třetí týmový kolega Brookse Lewis-Evans.

### Francie
Ferrari zvítězilo poprvé v sezóně a to ve Francii na okruhu Reims-Gueux. Vítězem se stal Mike Hawthorn, který v závodě neměl soupeře. V kvalifikaci získal pole position a v závodě v vedl všechna kola a získal i nejrychlejší kolo. Na druhém místě dojel Striling Moss a pro své první pódium dojel na třetím místě Wolfgang von Trips. Při této Velké ceně se smrtelně zranil třetí pilot Ferrari Luigi Musso, když se snažil dohnat Mika Hawthorna, tak narazil do příkopu a převrátilo se.

### Velká Británie
Druhý a také poslední závod, který vyhrálo Ferrari. Tentokráte to ale nebyl Mike Hawthorn, který by stál na nejvyšší příčce, ale Peter Collins. Hawthorn byl druhý a Roy Salvadori s Cooperem byl třetí. Collins vedl každé jedno kolo závodu.

### Německo
Poté, co ve Francii tohoto roku zemřel Luigi Musso, v Německu zemřel další jezdec Ferrari Peter Collins v 11 kole, když do zatáčky najel příliš rychle, vyjel z trati, přejel přes hrbol a jeho auto vyletělo do vzduch a dopadlo vzhůru nohama. Peter Collins z auta vyletěl a byl vymrštěn do blízkého stromu. Pro vítězství si nakonec dojel Tony Brooks, následovaný Royem Salvadorim a Mauricem Trintignantem. Domácí pilot von Trips dojel čtvrtý.

### Portugalsko
Striling Moss zvítězil na okruhu Boavista, když každého jezdce předjel alespoň o kolo, ale na vedoucího šampionátu Mika Hawthorna získal pouze 1 bod, protože Hawhorn dojel druhý a také získal nejrychlejší kolo. Třetí skončil Stuart Lewis-Evans.

### Itálie
Na okruhu v Monze zvítězil Tony Brooks a po dalším odstoupení Stirlinga Mosse se tím náskok Mika Hawthorna, který skončil 2., zase o dost zvětšil. První pódium získal Phil Hill.

### Maroko
Poslední Velká cena se konala v netradičním Maroku a Moss pro zisk šampionátu potřeboval velký kus štěstí. V začátku závodu se dostal na první místo a jeho kolegové Brooks a Lewis-Evans drželi Hawthorna na čtvrtém místě. Brooksovi ale selhal motor a musel odstoupit a Lewis-Evans měl tragickou nehodu, při které jeho auto vzplanulo a on na následky vážných popálenin zemřel o 6 dní později. Hawthorn nakonec dojel druhý za Mossem a získal šampionát jezdců. Třetí dojel Phil Hill.

## Konečné hodnocení Mistrovství Světa
Prvních pět závodníkům bylo v každém závodě uděleny mistrovské body v rozmezí 8–6–4–3–2, přičemž další bod byl přidělen jezdci, který zajel nejrychlejší kolo závodu. Body za sdílené vozy byly rozděleny rovnoměrně mezi řidiče, bez ohledu na to, kdo odjel více kol. Byly započítány pouze výsledky nejlepších šest závodů.
| *                                                                           | Pilot                    | ARG | MON   | NED | 500 | BEL | FRA | GBR | GER  | POR | ITA      | MOR | Body    |
| --------------------------------------------------------------------------- | ------------------------ | --- | ----- | --- | --- | --- | --- | --- | ---- | --- | -------- | --- | ------- |
| 1                                                                           | Mike Hawthorn            | (3) | (Ret) | (5) |     | 2   | 1   | 2   | Ret  | 2   | 2        | 2   | 42 (49) |
| 2                                                                           | Stirling Moss            | 1   | Ret   | 1   |     | Ret | 2   | Ret | Ret  | 1   | Ret      | 1   | 41      |
| 3                                                                           | Tony Brooks              |     | Ret   | Ret |     | 1   | Ret | 7   | 1    | Ret | 1        | Ret | 24      |
| 4                                                                           | Roy Salvadori            |     | Ret   | 4   |     | 8   | 11  | 3   | 2    | 9   | 5        | 7   | 15      |
| 5                                                                           | Peter Collins            | Ret | 3     | Ret |     | Ret | 5   | 1   | Ret  |     |          |     | 14      |
| =                                                                           | Harry Schell             | 6   | 5     | 2   |     | 5   | Ret | 5   | Ret  | 6   | Ret      | 5   | 14      |
| 7                                                                           | Maurice Trintignant      |     | 1     | 9   |     | 7   | Ret | 8   | 3    | 8   | Ret      | Ret | 12      |
| =                                                                           | Luigi Musso              | 2   | 2     | 7   |     | Ret | Ret |     |      |     |          |     | 12      |
| 9                                                                           | Stuart Lewis-Evans       |     | Ret   | Ret |     | 3   | Ret | 4   |      | 3   | Ret      | Ret | 11      |
| 10                                                                          | Phil Hill                |     |       |     |     |     | 7   |     | 91   |     | 3        | 3   | 9       |
| =                                                                           | Jean Behra               | 5   | Ret   | 3   |     | Ret | Ret | Ret | Ret  | 4   | Ret      | Ret | 9       |
| =                                                                           | Wolfgang von Trips       |     | Ret   |     |     |     | 3   | Ret | 4    | 5   | Ret      |     | 9       |
| 13                                                                          | Jimmy Bryan              |     |       |     | 1   |     |     |     |      |     |          |     | 8       |
| 14                                                                          | Juan Manuel Fangio       | 4   |       |     | DNQ |     | 4   |     |      |     |          |     | 7       |
| 15                                                                          | George Amick             |     |       |     | 2   |     |     |     |      |     |          |     | 6       |
| 16                                                                          | Johnny Boyd              |     |       |     | 3   |     |     |     |      |     |          |     | 4       |
| =                                                                           | Tony Bettenhausen        |     |       |     | 4   |     |     |     |      |     |          |     | 4       |
| 18                                                                          | Jack Brabham             |     | 4     | 8   |     | Ret | 6   | 6   | Ret1 | 7   | Ret      | 111 | 3       |
| =                                                                           | Cliff Allison            |     | 6     | 6   |     | 4   | Ret | Ret | 10   | Ret | 7        | 10  | 3       |
| =                                                                           | Jo Bonnier               |     | Ret   | 10  |     | 9   | 8   | Ret | Ret  | Ret | Ret      | 4   | 3       |
| 21                                                                          | Jim Rathmann             |     |       |     | 5   |     |     |     |      |     |          |     | 2       |
| —                                                                           | Masten Gregory           |     |       | Ret |     | Ret |     |     |      |     | 4~       | 6   | 0       |
| —                                                                           | Graham Hill              |     | Ret   | Ret |     | Ret | Ret | Ret | Ret1 | Ret | 6        | 16  | 0       |
| —                                                                           | Olivier Gendebien        |     |       |     |     | 6   |     |     |      |     | Ret      | Ret | 0       |
| —                                                                           | Jimmy Reece              |     |       |     | 6   |     |     |     |      |     |          |     | 0       |
| —                                                                           | Don Freeland             |     |       |     | 7   |     |     |     |      |     |          |     | 0       |
| —                                                                           | Carlos Menditeguy        | 7   |       |     |     |     |     |     |      |     |          |     | 0       |
| —                                                                           | Maria Teresa de Filippis |     | DNQ   |     |     | 10  |     |     |      | Ret | Ret      |     | 0       |
| —                                                                           | Paco Godia               | 8   | DNQ   |     |     | Ret | Ret |     |      |     |          |     | 0       |
| —                                                                           | Jack Fairman             |     |       |     |     |     |     | Ret |      |     |          | 8   | 0       |
| —                                                                           | Jud Larson               |     |       |     | 8   |     |     |     |      |     |          |     | 0       |
| —                                                                           | Carroll Shelby           |     |       |     |     |     | Ret | 9   |      | Ret | 4~ / Ret |     | 0       |
| —                                                                           | Hans Herrmann            |     |       |     |     |     |     |     | Ret  |     | Ret      | 9   | 0       |
| —                                                                           | Gerino Gerini            |     | DNQ   |     |     |     | 9   | Ret |      |     | Ret      | 12  | 0       |
| —                                                                           | Giulio Cabianca          |     | DNQ   |     |     |     |     |     |      |     | Ret      |     | 0       |
| —                                                                           | Horace Gould             | 9   | DNQ   | DNS |     |     |     |     |      |     |          |     | 0       |
| —                                                                           | Eddie Johnson            |     |       |     | 9   |     |     |     |      |     |          |     | 0       |
| —                                                                           | Troy Ruttman             |     |       |     | DNQ |     | 10  |     | DNS  |     |          |     | 0       |
| —                                                                           | Bill Cheesbourg          |     |       |     | 10  |     |     |     |      |     |          |     | 0       |
| —                                                                           | Carel Godin de Beaufort  |     |       | 11  |     |     |     |     | Ret1 |     |          |     | 0       |
| —                                                                           | Al Keller                |     |       |     | 11  |     |     |     |      |     |          |     | 0       |
| —                                                                           | Giorgio Scarlatti        |     | Ret   | Ret |     |     |     |     |      |     |          |     | 0       |
| —                                                                           | Ian Burgess              |     |       |     |     |     |     | Ret | 71   |     |          |     | 0       |
| —                                                                           | Johnnie Parsons          |     |       |     | 12  |     |     |     |      |     |          |     | 0       |
| —                                                                           | Ivor Bueb                |     |       |     |     |     |     | Ret | 111  |     |          |     | 0       |
| —                                                                           | Johnnie Tolan            |     |       |     | 13  |     |     |     |      |     |          |     | 0       |
| —                                                                           | Bob Christie             |     |       |     | Ret |     |     |     |      |     |          |     | 0       |
| —                                                                           | Wolfgang Seidel          |     |       |     |     | Ret |     |     | Ret1 |     |          | Ret | 0       |
| —                                                                           | Dempsey Wilson           |     |       |     | Ret |     |     |     |      |     |          |     | 0       |
| —                                                                           | Ron Flockhart            |     | DNQ   |     |     |     |     |     |      |     |          | Ret | 0       |
| —                                                                           | A. J. Foyt               |     |       |     | Ret |     |     |     |      |     |          |     | 0       |
| —                                                                           | Paul Russo               |     |       |     | Ret |     |     |     |      |     |          |     | 0       |
| —                                                                           | Shorty Templeman         |     |       |     | Ret |     |     |     |      |     |          |     | 0       |
| —                                                                           | Rodger Ward              |     |       |     | Ret |     |     |     |      |     |          |     | 0       |
| —                                                                           | Billy Garrett            |     |       |     | Ret |     |     |     |      |     |          |     | 0       |
| —                                                                           | Eddie Sachs              |     |       |     | Ret |     |     |     |      |     |          |     | 0       |
| —                                                                           | Johnny Thomson           |     |       |     | Ret |     |     |     |      |     |          |     | 0       |
| —                                                                           | Chuck Weyant             |     |       |     | Ret |     |     |     |      |     |          |     | 0       |
| —                                                                           | Jack Turner              |     |       |     | Ret |     |     |     |      |     |          |     | 0       |
| —                                                                           | Bob Veith                |     |       |     | Ret |     |     |     |      |     |          |     | 0       |
| —                                                                           | Dick Rathmann            |     |       |     | Ret |     |     |     |      |     |          |     | 0       |
| —                                                                           | Ed Elisian               |     |       |     | Ret |     |     |     |      |     |          |     | 0       |
| —                                                                           | Pat O'Connor             |     |       |     | Ret |     |     |     |      |     |          |     | 0       |
| —                                                                           | Paul Goldsmith           |     |       |     | Ret |     |     |     |      |     |          |     | 0       |
| —                                                                           | Jerry Unser              |     |       |     | Ret |     |     |     |      |     |          |     | 0       |
| —                                                                           | Len Sutton               |     |       |     | Ret |     |     |     |      |     |          |     | 0       |
| —                                                                           | Art Bisch                |     |       |     | Ret |     |     |     |      |     |          |     | 0       |
| —                                                                           | Alan Stacey              |     |       |     |     |     |     | Ret |      |     |          |     | 0       |
| —                                                                           | Mike Magill              |     |       |     | DSQ |     |     |     |      |     |          |     | 0       |
| —                                                                           | Ken Kavanagh             |     | DNQ   |     |     | DNS |     |     |      |     |          |     | 0       |
| —                                                                           | Bruce Kessler            |     | DNQ   |     |     |     |     |     |      |     |          |     | 0       |
| —                                                                           | Paul Emery               |     | DNQ   |     |     |     |     |     |      |     |          |     | 0       |
| —                                                                           | André Testut             |     | DNQ   |     |     |     |     |     |      |     |          |     | 0       |
| —                                                                           | Luigi Piotti             |     | DNQ   |     |     |     |     |     |      |     |          |     | 0       |
| —                                                                           | Bernie Ecclestone        |     | DNQ   |     |     |     |     | DNP |      |     |          |     | 0       |
| —                                                                           | Luigi Taramazzo          |     | DNQ   |     |     |     |     |     |      |     |          |     | 0       |
| —                                                                           | Louis Chiron             |     | DNQ   |     |     |     |     |     |      |     |          |     | 0       |
| Jezdci nezpůsobilí bodů šampionátu Formule 1, protože závodili ve Formuli 2 |                          |     |       |     |     |     |     |     |      |     |          |     |         |
| —                                                                           | Bruce McLaren            |     |       |     |     |     |     |     | 5    |     |          | 13  |         |
| —                                                                           | Edgar Barth              |     |       |     |     |     |     |     | 6    |     |          |     |         |
| —                                                                           | Tony Marsh               |     |       |     |     |     |     |     | 8    |     |          |     |         |
| —                                                                           | Robert La Caze           |     |       |     |     |     |     |     |      |     |          | 14  |         |
| —                                                                           | André Guelfi             |     |       |     |     |     |     |     |      |     |          | 15  |         |
| —                                                                           | Christian Goethals       |     |       |     |     |     |     |     | Ret  |     |          |     |         |
| —                                                                           | Dick Gibson              |     |       |     |     |     |     |     | Ret  |     |          |     |         |
| —                                                                           | Brian Naylor             |     |       |     |     |     |     |     | Ret  |     |          |     |         |
| —                                                                           | François Picard          |     |       |     |     |     |     |     |      |     |          | Ret |         |
| —                                                                           | Tom Bridger              |     |       |     |     |     |     |     |      |     |          | Ret |         |
| *                                                                           | Pilot                    | ARG | MON   | NED | 500 | BEL | FRA | GBR | GER  | POR | ITA      | MOR | Body    |

| Legenda k tabulce | Legenda k tabulce                                                                       |
| Barva             | Výsledek                                                                                |
| ----------------- | --------------------------------------------------------------------------------------- |
| Zlatá             | Vítěz                                                                                   |
| Stříbrná          | 2. místo                                                                                |
| Bronzová          | 3. místo                                                                                |
| Zelená            | Bodované umístění                                                                       |
| Modrá             | Nebodované umístění                                                                     |
| Modrá             | Dokončil neklasifikován (NC)                                                            |
| Fialová           | Odstoupil (Ret)                                                                         |
| Červená           | Nekvalifikoval se (DNQ)                                                                 |
| Červená           | Nepředkvalifikoval se (DNPQ)                                                            |
| Černá             | Diskvalifikován (DSQ)                                                                   |
| Bílá              | Nestartoval (DNS)                                                                       |
| Bílá              | Závod zrušen (C)                                                                        |
| Světle modrá      | Pouze trénoval (PO)                                                                     |
| Světle modrá      | Páteční testovací jezdec (TD)                                                           |
| Bez barvy         | Netrénoval (DNP)                                                                        |
| Bez barvy         | Vyřazen (EX)                                                                            |
| Bez barvy         | Nepřijel (DNA)                                                                          |
| Bez barvy         | Odvolal účast (WD)                                                                      |
| Bez barvy         | Nezúčastnil se (prázdné)                                                                |
| Označení          | Význam                                                                                  |
| Tučnost           | Pole position                                                                           |
| Kurzíva           | Nejrychlejší kolo                                                                       |
| †                 | Jezdec nedojel do cíle, ale byl klasifikován, protože odjel více než 90 % délky závodu. |
| ‡                 | Byl udělován poloviční počet bodů, protože bylo odjeto méně než 75 % délky závodu.      |
| Horní index       | Umístění bodujících jezdců ve sprintu                                                   |

### Pohár konstruktérů
| * | Konstruktér    | ARG | MON | NED | BEL | FRA | GBR | GER | POR | ITA | MOR | Body    |
| - | -------------- | --- | --- | --- | --- | --- | --- | --- | --- | --- | --- | ------- |
| 1 | Vanwall        |     | Ret | 1   | 1   | (2) | (4) | 1   | 1   | 1   | 1   | 48 (57) |
| 2 | Ferrari        | 2   | 2   | (5) | 2   | 1   | 1   | (4) | 2   | (2) | (2) | 40 (57) |
| 3 | Cooper-Climax  | 1   | 1   | 4   | 8   | 6   | 3   | 2   | 7   | 5   | 7   | 31      |
| 4 | BRM            |     | 5   | 2   | 5   | Ret | 5   | Ret | 4   | Ret | 4   | 18      |
| 5 | Maserati       | 4   | Ret | 10  | 7   | 4   | 9   | Ret | Ret | 4   | 6   | 6       |
| 6 | Lotus-Climax   |     | 6   | 6   | 4   | Ret | Ret | 10  | Ret | 6   | 10  | 3       |
| — | Porsche        |     |     | 11  |     |     |     |     |     |     |     | 0       |
| — | Connaught-Alta |     | DNQ |     |     |     | Ret |     |     |     |     | 0       |
| — | OSCA           | WD  | DNQ |     |     |     |     |     |     |     |     | 0       |
| * | Konstruktér    | ARG | MON | NED | BEL | FRA | GBR | GER | POR | ITA | MOR | Body    |